# Leites Nestlé
Leite Moça/Leites Nestlé foi um clube de voleibol indoor brasileiro com sede nas cidades de Sorocaba e Jundiaí, SP na década de 1990.
Foi fundado em 1993 em Sorocaba, sob o nome de Leite Moça. Em 1996, teve seu nome e cidade alterados para Leites Nestlé Jundiaí, sendo então extinto três anos mais tarde.
A equipe contava com diversas atletas de seleção nacional e medalhistas olímpicas em seu plantel, inclusive estrangeiras, colecionando títulos pelo país e mundo afora.

## Títulos
- Campeonato Mundial de Clubes - Campeão em 1994.[4][5][6]
- Campeonato Sul-Americano de Clubes - Bicampeonato nos anos: 1997 e 1998.[7]
- Superliga Brasileira A - Tricampeonato nas temporadas: 1994/95, 1995/96 e 1996/97.[5][8]
- Campeonato Paulista - Tricampeonato nos anos: 1993, 1995 e 1998.[5]
- Copa Sul- Tricampeonato nos anos: 1996 (Sorocaba), 1997 (Valinhos) e 1998 (Brusque).[9]

## Retorno da marca Nestlé
Em 2009, dez anos após o fim do Leites Nestlé, a Nestlé foi anunciada como patrocinador master do Osasco VC, herdeiro do espólio do ADC Bradesco. A parceria entre a Nestlé e o Osasco chegou ao fim em 2018.

## Atletas
| - Ana Moser - Ana Paula - Perereca - Cilene Drewnick - Simone Storm - Andréia Marras - Denise Souza - Estela - Josiane - Kerly Santos | - Fernanda Venturini - Miriam - Ida - Filó - Susanne Lahme - Edna Veiga - Cecé - Kim Oden - Marisa Bianchi - Tatiana Rodrigues | - Dirce Lara - Analirdes - Paula Weishoff - Shily - Danielle Scott - Caren Kemner - Karin Rodrigues - Neneca - Leila - Marcelle | - Maria Ângela - Paula Pequeno - Ricarda - Tara Cross - Virna - Kenny Moreno - Tina - Silvana Kühl - Roberta Vieira - Elena Chebukina | - Leslie Pinheiro - Janaína Miranda - Susy - Luciana Pietro - Thays Sierra - Leca - Renata Dias - Maria Alice Gerst - Kátia Caldeira - Fê Brino | - Gisele Florentino - Ednéia Anjos - Patrícia Bernardo |